# Andronikos II Megas Komnenos
Andronikos II Megas Komnenos, född 1240, död 1266, var regerande kejsare av Trapezunt från 1263 till 1266. 